# Czesław Browiński
Czesław Browiński (ur. 1 grudnia 1911 we Lwowie, zm. 6 listopada 1972 w Olsztynie) – polski działacz komunistyczny, prawnik, prezydent Olsztyna w latach 1949–1950.
Ukończył studia na Wydziale Prawa Uniwersytetu Jana Kazimierza. Od 1946 do 1948 był wicestarostą powiatu giżyckiego. Urząd prezydenta Olsztyna objął 30 marca 1949 roku. Za jego kadencji zakończono odbudowę Starego Ratusza. Podjęto też społeczną akcję odgruzowywania miasta oraz powołano Towarzystwo Przyjaźni Polsko-Radzieckiej. W mieście pojawiło się także kino "Odrodzenie", hotel "Robotnik" i Urząd Wojewódzki. Za rządów Browińskiego utworzono też Wyższą Szkołę Rolniczą. 5 czerwca 1950 roku wraz ze zniesieniem urzędu prezydenta Olsztyna Browiński zakończył swoją kadencję na tym stanowisku.
Spoczywa na cmentarzu komunalnym w Olsztynie (kw. 21 rząd 1b rząd 5/6).